# 圣巴泰勒米-德瓦尔斯
圣巴泰勒米-德瓦尔斯（法語：Saint-Barthélemy-de-Vals，法語發音：[sɛ̃ baʁtelemi də vals]）是法国德龙省的一个市镇，位于该省西北部，属于瓦朗斯区。该市镇总面积20.27平方公里，2009年时的人口为1881人。

## 人口
圣巴泰勒米-德瓦尔斯人口变化图示